# تاپیر
تاپیر (‎/ˈteɪpər, ˈteɪpɪər, təˈpɪər/‎) پستانداران بزرگ و گیاه‌خواری هستند که به خانواده Tapiridae وابستگی دارند. آنها از نظر شکل شبیه به خوک هستند، با تنه بینی کوتاه و گیرنده. تاپیرها در مناطق جنگلی و جنگلی آمریکای جنوبی و مرکزی و جنوب شرق آسیا زندگی می‌کنند. آنها یکی از سه شاخه موجود از Perissodactyla (پای تک‌سم) در کنار اسب‌ها و کرگدن‌ها هستند. اکنون تنها یک سرده به نام تاپیرها وجود دارد. تاپیرها در دوران پلیستوسن از آمریکای شمالی پس از تشکیل تنگه پاناما به عنوان بخشی از جابجایی بزرگ آمریکایی به آمریکای جنوبی مهاجرت کردند. تاپیرها در گذشته در سراسر آمریکای شمالی وجود داشتند، اما در اواخر پلیستوسن پسین، حدود ۱۲۰۰۰ سال پیش، در این منطقه منقرض شدند.
گونه‌های موجود
| عکس | نام رایج                                                                      | نام علمی                            | پراکندگی                                                                                                   |
| --- | ----------------------------------------------------------------------------- | ----------------------------------- | --- |
|     | تاپیر بیرد (که تاپیر آمریکای مرکزی نیز نامیده می‌شود)                          | Tapirus bairdii (گیل، 1865)         | مکزیک، آمریکای مرکزی و شمال غربی آمریکای جنوبی                                                             |
|     | تاپیر آمریکای جنوبی (که تاپیر برزیلی یا تاپیر دشت نیز نامیده می‌شود)           | Tapirus terrestris (Linnaeus, 1758) | ونزوئلا، کلمبیا، و گویانا در شمال به برزیل، آرژانتین، و پاراگوئه در جنوب، به بولیوی، پرو و اکوادور در غرب. |
|     | تاپیر کوهی (که تاپیر پشمی نیز نامیده می‌شود)                                   | Tapirus pinchaque (رولین، 1829)     | کوه‌های کوردیلراس شرقی و مرکزی در کلمبیا، اکوادور و شمال دور پرو.                                           |
|     | تاپیر مالایی (همچنین تاپیر آسیایی، تاپیر شرقی یا تاپیر هندی نیز نامیده می‌شود) | Tapirus indicus (دسمارست، 1819)     | اندونزی، مالزی، میانمار و تایلند                                                                           |

تاپیرها عمدتاً شبگرد و دوگاه‌زی هستند، اگرچه تاپیر کوهستانی کوچکتر از آند عموماً در طول روز فعال‌تر از همنوعان خود است. آنها دید تک‌چشمی دارند.
جفت‌گیری ممکن است در درون یا بیرون از آب رخ دهد. در اسارت، جفت‌گیری اغلب چندین بار در طول فحلی جفت می‌شوند. جفت‌گیری بین ۱۰ تا ۲۰ دقیقه طول می‌کشد.
گونه‌های تاپیر دارای تعداد کروموزومی زیر هستند:
| تاپیر مالایی، T. indicus           | 2n = ۵۲ |
| تاپیر کوهی، T. pinchaque           | 2n = ۷۶ |
| تاپیر بیرد، T. bairdii             | 2n = ۸۰ |
| تاپیر آمریکای جنوبی، T. terrestris | 2n = ۸۰ |